# دومبای (دینار)
دومبای (به ترکی استانبولی: Dombay) یک منطقهٔ مسکونی در ترکیه است که در دینار (شهر) واقع شده‌است.